# Empyrocoris
Empyrocoris is een geslacht van wantsen uit de familie van de Reduviidae (Roofwantsen). Het geslacht werd voor het eerst wetenschappelijk beschreven door Norman Cecil Egerton Miller in 1953.

## Soorten
Het genus bevat de volgende soorten:

- Empyrocoris annulata (Distant, 1919)
- Empyrocoris arabicus Miller, 1959
- Empyrocoris henryi Miller, 1959
- Empyrocoris horridus Miller, 1953
- Empyrocoris kapuri Miller, 1959
- Empyrocoris pelia (Distant, 1904)
- Empyrocoris salvazai Miller, 1959